# Намтха

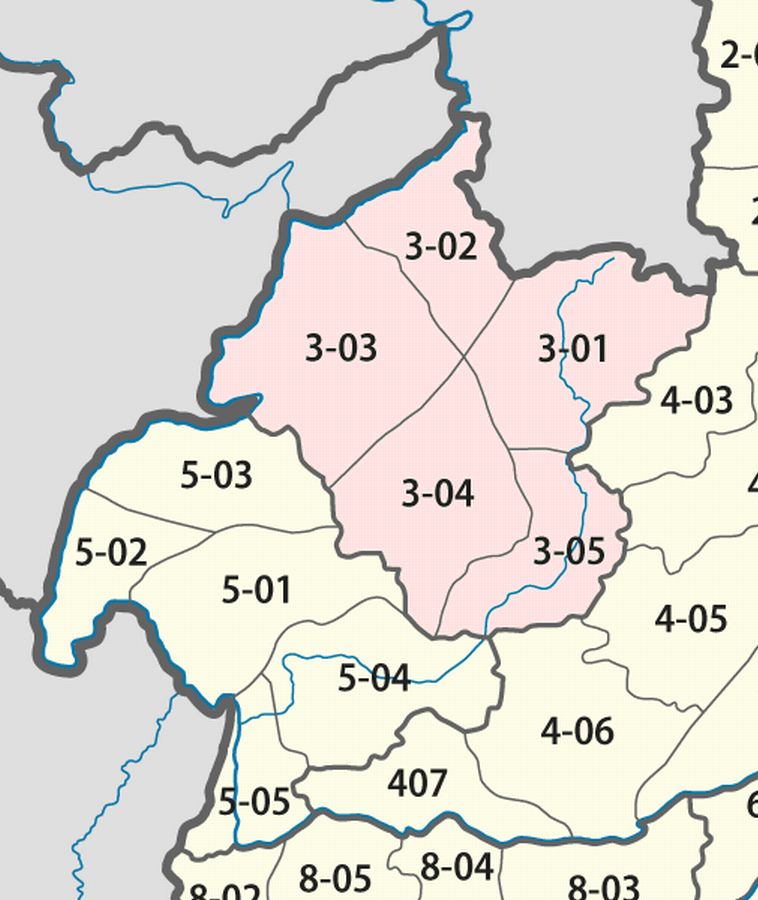
Число 3-01

Намтха — один з районів (лаос. ເມືອງ муанг) провінції Луангнамтха, Лаос.